# Vashegyita
La vashegyita és un mineral de la classe dels fosfats. Va ser anomenada pel seu jaciment a Vashegy, actualment Železník, a Eslovàquia.

## Característiques
La vashegyita és un fosfat de fórmula química Al11(PO₄)9(OH)₆·38H₂O. Cristal·litza en el sistema ortoròmbic. La seva duresa a l'escala de Mohs és de 2 a 3. Els seus cristalls tenen forma de diamant, aplanats en {001}, de fins a 1 mm. Es pot trobar en agregats hemisfèrics; comunament de porós a compacte, massiu.
Segons la classificació de Nickel-Strunz, la vashegyita pertany a «08.DB: Fosfats, etc. només amb cations de mida mitjana, (OH, etc.):RO4 < 1:1» juntament amb els següents minerals: diadoquita, pitticita, destinezita, schoonerita, sinkankasita, mitryaevaïta, sanjuanita, sarmientita, bukovskyita, zýkaïta, giniïta, sasaïta, mcauslanita, goldquarryita, birchita i braithwaiteïta.

## Formació i jaciments
La vashegyita va ser descoberta a Železník, a Sirk (Districte de Revúca, Regió de Banská Bystrica, Eslovàquia) omplint cavitats en forma de capsa en limonita d'una mina de ferro. També ha estat descrita a Alemanya, l'Antàrtida, Àustria, Bèlgica, el Brasil, els Estats Units, Hongria, Itàlia, el Japó, Nova Zelanda, República Txeca i Romania. Als territoris de parla catalana tan sols ha estat descrita a les mines d'alum de La Vilella Alta (Priorat).
Sol trobar-se associada a altres minerals com: variscita, wavel·lita i evansita.